# Taeniotes xanthostictus
Longhorn Beetle (Taeniotes luciani) (7087553811)
Taeniotes xanthostictus är en skalbaggsart som beskrevs av Bates 1880. Taeniotes xanthostictus ingår i släktet Taeniotes och familjen långhorningar.
Artens utbredningsområde är:
- Costa Rica.
- Guatemala.
- Nicaragua.
- Panama.

Inga underarter finns listade i Catalogue of Life.